# گرابوویتسا (استان اشوی‌داشکسیه)
گرابوویتسا (به لهستانی: Grabowica) یک منطقهٔ مسکونی در لهستان است که در گمینا پاتسانوو واقع شده‌است. گرابوویتسا ۱۹۱ نفر جمعیت دارد.